# Deandre Ayton
Pour les articles homonymes, voir Ayton (homonymie).
Deandre Edoneille Ayton, né le 23 juillet 1998 à Nassau aux Bahamas, est un joueur bahaméen de basket-ball évoluant au poste de pivot.
Lors de la draft 2018 de la NBA, il est choisi en première position par les Suns de Phoenix.

## Biographie

### Ses premières années
Ayton arrive des Bahamas pour jouer au lycée à San Diego en 2013. Après deux ans à San Diego, il rejoint le lycée Hillcrest Prep Academy à Phoenix, où il évolue avec Marvin Bagley III.

### Carrière universitaire
Le 6 septembre 2016, Deandre Ayton choisit d'évoluer en université avec les Wildcats de l'Arizona. En moyenne, il inscrit 20,1 points, prend 11,6 rebonds et fait 1,6 passe décisive par match. Lors d'une enquête du FBI sur la corruption dans le milieu du basket-ball universitaire américain, une écoute téléphonique fait ressortir que Sean Miller, l'entraîneur des Wildcats, a proposé 100 000 dollars à un agent sportif pour qu'Ayton signe aux Wildcats.
Les Wildcats participent au championnat NCAA 2018 mais, pourtant favoris, sont largement éliminés dès le premier tour par les Bulls de Buffalo et Ayton réalise un match moyen (14 points, 13 rebonds). Ayton se déclare ensuite candidat à la draft 2018 de la NBA avec son coéquipier Allonzo Trier.

### Carrière professionnelle

#### Suns de Phoenix (2018-2023)
Il est choisi en première position lors de la draft 2018 de la NBA par les Suns de Phoenix.
Sa première saison en NBA est encourageante : il est nommé dans la First NBA All-Rookie Team.
Au début de la saison 2019-2020, Ayton est suspendu 25 matches en raison d'un contrôle positif à un diurétique, un produit utilisé pour masquer la présence de produits dopants.
En 2021, il dispute les finales NBA pour la première fois de sa carrière. Les Suns de Phoenix sont éliminés 4 à 2 par les Bucks de Milwaukee.
Agent libre restreint à l'été 2022, les Pacers de l'Indiana proposent un contrat de 133 millions de dollars sur quatre ans à Ayton. Toutefois les Suns s'alignent sur cette proposition et conservent le joueur,.

#### Trail Blazers de Portland (2023-2025)
En septembre 2023, il est transféré vers les Trail Blazers de Portland dans un échange impliquant les Trail Blazers, les Suns et les Bucks.
Fin juin 2025, Ayton négocie un buy-out avec les Blazers et devient agent libre. 

#### Lakers de Los Angeles (depuis 2025)
Il rejoint ensuite les Lakers de Los Angeles pour un contrat d'une saison plus une seconde assortie d'une option joueur.

## Statistiques
Gras = ses meilleures performances

### Universitaires
| Saison    | Équipe   | Matchs | Titul. | Min./m | % Tir | % 3pts | % LF | Rbds/m. | Pass/m. | Int/m. | Ctr/m. | Pts/m. |
| --------- | -------- | ------ | ------ | ------ | ----- | ------ | ---- | ------- | ------- | ------ | ------ | ------ |
| 2017-2018 | Arizona  | 35     | 35     | 33,5   | 61,2  | 34,3   | 73,3 | 11,57   | 1,63    | 0,57   | 1,89   | 20,11  |
| Carrière  | Carrière | 35     | 35     | 33,5   | 61,2  | 34,3   | 73,3 | 11,57   | 1,63    | 0,57   | 1,89   | 20,11  |

### Professionnelles

#### Saison régulière
| Saison    | Équipe   | Matchs | Titul. | Min./m | % Tir | % 3pts | % LF | Rbds/m. | Pass/m. | Int/m. | Ctr/m. | Pts/m. |
| --------- | -------- | ------ | ------ | ------ | ----- | ------ | ---- | ------- | ------- | ------ | ------ | ------ |
| 2018-2019 | Phoenix  | 71     | 70     | 30,7   | 58,5  | 0,0    | 74,6 | 10,27   | 1,76    | 0,86   | 0,94   | 16,32  |
| 2019-2020 | Phoenix  | 38     | 32     | 32,5   | 54,6  | 23,1   | 75,3 | 11,47   | 1,89    | 0,66   | 1,53   | 18,16  |
| 2020-2021 | Phoenix  | 69     | 69     | 30,7   | 62,6  | 20,0   | 76,9 | 10,50   | 1,40    | 0,60   | 1,20   | 14,40  |
| 2021-2022 | Phoenix  | 58     | 58     | 29,5   | 63,4  | 36,8   | 74,6 | 10,20   | 1,40    | 0,70   | 0,70   | 17,20  |
| 2022-2023 | Phoenix  | 67     | 67     | 30,4   | 58,9  | 29,2   | 76,0 | 10,00   | 1,70    | 0,60   | 0,80   | 18,00  |
| 2023-2024 | Portland | 55     | 55     | 32,4   | 57,0  | 10,0   | 82,3 | 11,10   | 1,60    | 1,00   | 0,80   | 16,70  |
| 2024-2025 | Portland | 40     | 40     | 30,2   | 56,6  | 18,8   | 66,7 | 10,20   | 1,60    | 0,80   | 1,00   | 14,40  |
| Carrière  | Carrière | 398    | 391    | 30,8   | 59,0  | 23,0   | 75,5 | 10,50   | 1,60    | 0,70   | 1,00   | 16,40  |

Mise à jour le 3 mai 2025

#### Playoffs
| Saison   | Équipe   | Matchs | Titul. | Min./m | % Tir | % 3pts | % LF | Rbds/m. | Pass/m. | Int/m. | Ctr/m. | Pts/m. |
| -------- | -------- | ------ | ------ | ------ | ----- | ------ | ---- | ------- | ------- | ------ | ------ | ------ |
| 2021     | Phoenix  | 22     | 22     | 36,4   | 65,8  | 0,0    | 73,6 | 11,80   | 1,10    | 0,80   | 1,10   | 15,80  |
| 2022     | Phoenix  | 13     | 13     | 30,5   | 64,0  | 50,0   | 63,6 | 8,90    | 1,70    | 0,40   | 0,80   | 17,90  |
| 2023     | Phoenix  | 10     | 10     | 31,9   | 55,0  | 0,0    | 52,2 | 9,70    | 1,00    | 0,60   | 0,70   | 13,40  |
| Carrière | Carrière | 45     | 45     | 33,7   | 62,9  | 50,0   | 66,1 | 10,50   | 1,30    | 0,60   | 0,90   | 15,90  |

Mise à jour le 2 juin 2023

## Records sur une rencontre en NBA
Les records personnels de Deandre Ayton en NBA sont les suivants, :
| Type de statistique        | Saison régulière | Saison régulière            | Saison régulière  | Playoffs | Playoffs                          | Playoffs        |
| Type de statistique        | Record           | Adversaire                  | Date              | Record   | Adversaire                        | Date            |
| -------------------------- | ---------------- | --------------------------- | ----------------- | -------- | --------------------------------- | --------------- |
| Points                     | 35               | 2 fois                      | 2 fois            | 28       | @ Pelicans de La Nouvelle-Orléans | 22 avril 2022   |
| Paniers marqués            | 16               | Nuggets de Denver           | 29 décembre 2018  | 13       | @ Pelicans de La Nouvelle-Orléans | 22 avril 2022   |
| Paniers tentés             | 27               | @ Bucks de Milwaukee        | 2 février 2020    | 20       | 2 fois                            | 2 fois          |
| Paniers à 3 points réussis | 2                | 2 fois                      | 2 fois            | 1        | 2 fois                            | 2 fois          |
| Paniers à 3 points tentés  | 7                | Jazz de l'Utah              | 26 novembre 2022  | 2        | Pelicans de La Nouvelle-Orléans   | 26 avril 2022   |
| Lancers francs réussis     | 10               | 2 fois                      | 2 fois            | 6        | 2 fois                            | 2 fois          |
| Lancers francs tentés      | 14               | Lakers de Los Angeles       | 2 mars 2019       | 6        | 3 fois                            | 3 fois          |
| Rebonds offensifs          | 10               | 2 fois                      | 2 fois            | 9        | @ Clippers de Los Angeles         | 26 juin 2021    |
| Rebonds défensifs          | 16               | Kings de Sacramento         | 27 octobre 2021   | 17       | Bucks de Milwaukee                | 6 juillet 2021  |
| Rebonds totaux             | 23               | @ Raptors de Toronto        | 30 octobre 2023   | 22       | @ Clippers de Los Angeles         | 26 juin 2021    |
| Passes décisives           | 6                | 2 fois                      | 2 fois            | 5        | @ Bucks de Milwaukee              | 14 juillet 2021 |
| Interceptions              | 5                | @ Pistons de Detroit        | 1er novembre 2023 | 3        | 2 fois                            | 2 fois          |
| Contres                    | 5                | 2 fois                      | 2 fois            | 4        | 2 fois                            | 2 fois          |
| Balles perdues             | 7                | 2 fois                      | 2 fois            | 4        | 2 fois                            | 2 fois          |
| Minutes jouées             | 45               | @ Trail Blazers de Portland | 14 décembre 2021  | 45       | Bucks de Milwaukee                | 17 juillet 2021 |

- Double-double : 231 (dont 22 en playoffs)
- Triple-double : 0

Dernière mise à jour : 3 février 2025

## Salaires
| Année       | Équipe      | Salaire       |
| ----------- | ----------- | ------------- |
| 2018-2019   | Phoenix     | 8 165 160 $   |
| 2019-2020   | Phoenix     | 9 562 920 $   |
| 2020-2021   | Phoenix     | 10 018 200 $  |
| 2021-2022   | Phoenix     | 12 632 950 $  |
| 2022-2023   | Phoenix     | 30 913 750 $  |
| 2023-2024   | Portland    | 32 459 438 $  |
| Total Gains | Total Gains | 103 752 418 $ |
| 2024-2025   | Portland    | 34 005 126 $  |
| 2025-2026   | Portland    | 35 550 814 $  |